# Gare de Vendôme - Villiers-sur-Loir TGV
Gare de Vendôme - Villiers-sur-Loir TGV vasútállomás Franciaországban, Vendôme településen.

## Vasútvonalak
Az állomást az alábbi vasútvonalak érintik:
- LGV Atlantique

## Kapcsolódó állomások
A vasútállomáshoz az alábbi állomások vannak a legközelebb:
- Gare de Saint-Pierre-des-Corps